# Marshall Munetsi
Marshall Munetsi, né le 22 juin 1996, est un footballeur international zimbabwéen, qui joue au poste de milieu défensif au Wolverhampton Wanderers.

## Biographie

### Carrière en club
Munetsi commence sa carrière dans le club local de Blue Rangers. Il rejoint ensuite le club du FC Cape Town en juillet 2015. Il joue avec l'équipe du Cap vingt-deux rencontres en deuxième division, inscrivant un but.
Après une saison prometteuse avec Le Cap, il tape dans l’œil des Orlando Pirates, où il signe un contrat de cinq ans. Il est toutefois dans la foulée prêté pour une saison au Baroka FC, afin de pouvoir engranger du temps de jeu et de l'expérience. Avec le Baroka FC Polokwane, il joue 26 matchs en première division, pour un but marqué.
De retour aux Orlando Pirates, il joue avec cette équipe 28 matchs en première division en deux saisons, mais sans inscrire de but. Il se classe avec cette équipe, deuxième du championnat à deux reprises.
Lors de l'intersaison 2019, Munetsi est convoité par plusieurs clubs européens. Il signe finalement un contrat de quatre saisons en faveur du club français du Stade de Reims.
Le 24 août 2019, il figure pour la première fois sur le banc des remplaçants du club rémois, mais sans entrer en jeu, lors d'un déplacement en championnat sur la pelouse du Stade brestois (défaite 1-0). Il joue finalement son premier match en Ligue 1 le 1er septembre, lors de la quatrième journée de championnat, à l'occasion de la réception du LOSC Lille. Munetsi entre en jeu sur le terrain en toute fin de match, en remplacement de son coéquipier Moussa Doumbia. Reims s'impose sur le score de 2 buts à 0. Par la suite, le 25 septembre, il se voit titularisé pour la première fois en Ligue 1, lors d'une rencontre de prestige face au PSG disputée au Parc des Princes. À cette occasion, il se met en évidence en délivrant sa première passe décisive en championnat, envers son coéquipier Hassane Kamara. À la surprise générale, le Stade de Reims s'impose sur le score de 0-2 face au leader du championnat.

### Carrière en sélection
Marshall Munetsi reçoit sa première sélection en équipe du Zimbabwe le 21 mars 2018, en amical contre la Zambie, où il se voit directement propulsé titulaire (match nul 2-2, puis défaite 5-4 aux tirs au but). 
Il participe ensuite quelques mois plus tard à la Coupe COSAFA organisée en Afrique du Sud. Lors de cette compétition, il joue trois matchs. Le Zimbabwe remporte le tournoi en battant la Zambie en finale après prolongation (victoire 2-4).
Munetsi dispute ensuite cinq rencontres rentrant dans le cadre des éliminatoires de la Coupe d'Afrique des nations 2019, avec pour résultats deux victoires, deux nuls et une défaite.
Il participe ensuite de nouveau à la Coupe COSAFA en 2019. Lors de cette compétition, il ne joue qu'une seule rencontre, à savoir la demi-finale retour perdue face à la Zambie après une séance de tirs au but. Le Zimbabwe se classe troisième du tournoi.
Munetsi est ensuite retenu par le sélectionneur Sunday Chidzambwa afin de participer à la phase finale de la Coupe d'Afrique des nations qui se déroule en Égypte. Lors de ce tournoi, il prend part aux trois matchs de poule disputés par son équipe. Avec un bilan d'un nul et deux défaites, le Zimbabwe ne parvient pas à dépasser le premier tour.
Après cette compétition, Munetsi participe aux éliminatoires du mondial 2022. Le 10 septembre 2019, il inscrit à cette occasion son premier but en équipe nationale, contre la modeste équipe de Somalie (victoire 3-1).

### Statistiques détaillées
Le tableau ci-dessous présente les statistiques en carrière de joueur de Marshall Munetsi.

| Saison                | Club                    | Championnat           | Championnat | Championnat | Coupe nationale | Coupe nationale | Coupe de la Ligue | Coupe de la Ligue | Compétition(s) continentale(s) | Compétition(s) continentale(s) | Compétition(s) continentale(s) | Total | Total |
| Saison                | Club                    | Division              | M.          | B.          | M.              | B.              | M.                | B.                | Comp.                          | M.                             | B.                             | M.    | B.    |
| 2019-2020             | Stade de Reims          | Ligue 1               | 17          | 0           | 1               | 0               | 3                 | 0                 | -                              | -                              | -                              | 21    | 0     |
| 2020-2021             | Stade de Reims          | Ligue 1               | 27          | 1           | 1               | 0               | -                 | -                 | C3                             | 2                              | 0                              | 30    | 1     |
| 2021-2022             | Stade de Reims          | Ligue 1               | 24          | 5           | -               | -               | -                 | -                 | -                              | -                              | -                              | 24    | 5     |
| 2022-2023             | Stade de Reims          | Ligue 1               | 34          | 7           | 2               | 0               | -                 | -                 | -                              | -                              | -                              | 36    | 7     |
| 2023-2024             | Stade de Reims          | Ligue 1               | 27          | 4           | -               | -               | -                 | -                 | -                              | -                              | -                              | 27    | 4     |
| 2023-2024             | Stade de Reims          | Ligue 1               | 19          | 4           | 2               | 0               | -                 | -                 | -                              | -                              | -                              | 21    | 4     |
| Sous-total            | Sous-total              | Sous-total            | 148         | 21          | 6               | 0               | 3                 | 0                 | -                              | 2                              | 0                              | 159   | 21    |
| 2024-2025             | Wolverhampton Wanderers | Premier League        | 14          | 2           | 2               | 0               | -                 | -                 | -                              | -                              | -                              | 16    | 2     |
| 2025-2026             | Wolverhampton Wanderers | Premier League        | 1           | 0           | -               | -               | -                 | -                 | -                              | -                              | -                              | 1     | 0     |
| Sous-total            | Sous-total              | Sous-total            | 15          | 2           | 2               | 0               | -                 | -                 | -                              | -                              | -                              | 17    | 2     |
| Total sur la carrière | Total sur la carrière   | Total sur la carrière | 163         | 23          | 8               | 0               | 3                 | 0                 | -                              | 2                              | 0                              | 176   | 23    |

## Palmarès
- Zimbabwe
  - Vainqueur de la Coupe COSAFA en 2018
  - Troisième de la Coupe COSAFA en 2019

- Orlando Pirates :
  - Vice-champion d'Afrique du Sud en 2017-2018 et 2018-2019

## Style de jeu
Comparé à Yaya Touré, il possède un profil très athlétique, mais est aussi capable de « rayonner au milieu de terrain » avec son jeu de passe très développé. Il offre également une certaine polyvalence, étant capable d'évoluer en charnière centrale.